# بونهانگ ووراچیت
بونهانگ ووراچیت (ບຸນຍັງ ວໍລະຈິດ؛ زادهٔ ۱۵ اوت ۱۹۳۷) یک سیاست‌مدار اهل لائوس است. وی از سال ۲۰۱۶ تا ۲۰۲۱ رئیس‌جمهور لائوس بود.